# Base Aérea de Torrejón de Ardoz
A Base Aérea de Torrejón (código IATA: TOJ, código OACI: LETO) é um dos principais aeroportos militares espanhóis para perto de Madrid. Foi usada, conjuntamente com o Exército de Ar, pela Força Aérea de Estados Unidos (USAF) até 1992. Depois de ter sido utilizado conjuntamente pelo Exército do Ar de Espanha e AENA, esta última para a aviação executiva, atualmente ditas operações têm sido transladadas ao Aeroporto Adolfo Suárez Madri-Baralhas.

## História
A Base Aérea de Torrejón foi originária e exclusivamente a sede do Instituto Nacional de Técnica Aeroespacial (INTA). Na atualidade o INTA acha-se ainda ao lado oposto da pista de descolagem, exatamente onde estava então. Ali encontra-se também o esquadrão de ensaios em voo do Exército do Ar.
Após os Acordos de Madrid de 1953 entre Estados Unidos e Espanha, ainda sob a ditadura do general Franco, a USAFE (United States Air Force in Europe) construiu em Torrejón uma longa e nova pista de decolagem de 13,400 pés (4.266 m), substituindo a pista de aterragem que tinha então, uma enorme plataforma de estacionamento de betão e outras múltiplas instalações para alojar aos bombardeiros da Força Aérea Estratégica dos Estados Unidos e apoiar às missões SAC Reflex. Ditas instalações mantêm-se na atualidade e a pista de descolagem da Base Aérea de Torrejón segue sendo a pista de decolagem mais longa de toda a Europa.
A grande importância que adquiriram as instalações da Base de Torrejón, levaram ao fechamento, em 1965, do vizinho Aeródromo Barberán e Colar em Alcalá de Henares.
A Base Aérea de Torrejón (telefonema Torrejon AB pela USAF) foi uma das três principais bases aéreas da USAFE em Espanha durante a Guerra Fria. As outras eram a Base Aérea de Zaragoza e a Base Aérea de Morón, para perto de Sevilla. Os aviões da USAFE levavam as letras de identificação "TJ" para indicar seu pertence à Torrejon AB. Estas três bases aéreas, como consequência de seu grande tamanho e do número de unidades baseadas nelas, fazem parte na atualidade do conjunto de bases aéreas mais importantes do Exército do Ar. A Marinha dos Estados Unidos mantém ainda uma base aeronaval de uso conjunto em Rompida (Cádiz), que se construiu ao mesmo tempo que as três bases aéreas da USAFE.
Durante a Guerra Fria, a instalação foi sede da Decimo-sexta Força Aérea dos Estados Unidos em Europa, bem como da 401 Tactical Fighter Wing.
As aeronaves da USAFE da Base em Torrejón rotacionavam destacadas a outras bases aéreas USAFE, como a Base Aérea de Aviano, Itália, e a Base áerea de Incirlik, Turquia, que se encontravam mais para perto de a URSS e, portanto, mais expostas. Torrejón foi, ademais, uma posta em cena do reforço e a base logística do transporte aéreo.
A USAF retirou o grosso de suas forças o 21 de maio de 1992; não obstante, o fim definitivo da presença militar estadounidense em Torrejón não foi oficializado até quase 12 anos depois, o 12 de fevereiro de 2004.

### Retirada da USAF
Em 1987 renegociaram-se os acordos relativos à presença das Forças Armadas de Estados Unidos na Espanha. Grupos políticos de esquerda fizeram campanha na contramão das bases e da presença estadounidense na Espanha e pressionou-se muito para que se reduzisse sua presença militar na Espanha. Ademais, o acordo da Base converteu-se num símbolo da cooperação dos Estados Unidos com o regime antigo de Francisco Franco. Para muitos espanhóis era importante eliminar os vestígios da história mediante a conversão dos acordos da Espanha com Estados Unidos exclusivamente aos que dissessem respeito à OTAN.
O resultado do referendo de 1986 sobre o rendimento na OTAN obrigou ao governo espanhol a negociar a redução da presença militar de Estados Unidos em Espanha. Espanha fez questão de que os aviões F-16 se retirassem de Torrejón como condição para a renovação do acordo das bases e ameaçou com expulsar a todas as forças de Estados Unidos em Espanha se esta demanda não era aceita.Os Estados Unidos consideravam que a contribuição militar espanhola era mínima, e o governo espanhol tinha fatores internos que permitiam um debilitamento das defesas da OTAN. Apesar de que se lembrou com Itália a acolhida dos F-16 na base aérea de Aviano, o custo do translado seria muito alto e a unidade estaria numa posição mais exposta às forças do Pacto de Varsóvia.
Em janeiro de 1988 Espanha e os Estados Unidos anunciaram conjuntamente que tinham atingido um acordo que cumpria as condições exigidas por Espanha. Os F-16 iam ser retirados de Torrejón em três anos, até meados de 1991. Esperava-se que esta medida reduziria o número de pessoal de Estados Unidos em Espanha a quase a metade.
O aplicativo deste acordo atrasou-se pela crise de 1990/91 em Kuwait, quando a TFW 401 foi uma das primeiras asas de combate estadounidenses para responder, com o despliegue da 612 TFS desde sua base em Incirlik de Turquia e a 614 TFS, se convertendo na primeira unidade militar despregada em Provar, no Golfo Pérsico. Estes esquadrões fizeram um grande número de missões durante as operações Escudo do Deserto e Tormenta do Deserto (durante a Primeira Guerra do Golfo).
Após 1991 cessou o fogo em Iraque e os aviões procederam a abandonar a base aérea de Torrejón. O 28 de junho, a 613 TFS foi desativado e seus aviões enviados aos Estados Unidos. A 612 TFS foi desativado em 1 de outubro e a 614 TFS em 1 de janeiro de 1992.
De conformidade com o acordo de 1988, a porção da base da USAF foi devolvida ao governo espanhol o 21 de maio de 1992, transladando a Asa Táctica de Combate 401 à base aérea de Aviano, Itália, sem pessoal nem equipa. Não obstante, uma pequena secção da antiga zona estadounidense permaneceria baixo controle soberano estadounidense até o 12 de fevereiro de 2004, data na que se deu por completada a retirada estadounidense.
Em 4 de setembro de 2016, o ministério de defesa da Espanha, aprovou que em caso de conflito ou extrema necessidade, poderiam destacar até 15 aviões durante um prazo de 50 dias.

### Base espanhola
Atualmente a Base Áerea de Torrejón está composta pelas seguintes unidades:
- Asa 12, (Unidade de Caças, dotada de F-18)
- 43 Grupo de Forças Aéreas, (Unidade dotada de aviões contraincendios ou apagafuegos)
- 45 Grupo (Unidade dedicada a transporte de autoridades ou voos VIP)
- 47 Grupo Misto (Unidade de Transporte e Inteligência)
- Agrupamento Baseie Aérea de Torrejón
- MACOM (Comando Aéreo de Combate)
- CESAEROB
- ECAO 1
- GRUCEMAC (Grupo Central de Comando e Controle)
- GRUCAO
- JSMC (Jefatura Superior de Comando e Controle)
- CLAEX (Centro Logístico de Armamento e Experimentação)
- CLOIN (Centro Logístico de Intendencia)
- UME (Unidade Militar de Emergências)
- Centro de Operações Aéreas da região sul da NATO (CAOC Torrejón)
- Quartel Geral do Comando Aéreo de Combate (MACOM)
- Centro de Satélites da União Européia
- BRIPAC (Brigada Pára-quedista) - Secção de Lançamento de Ónus Pesados - Exército de Terra
- ESTAER (Escola de Técnicas Aeronáuticas): É o centro docente militar do Exército do Ar para oficiais e suboficiales, encarregado de dar seus diferentes especialidades e cursos de aperfeiçoamento.[1]

e subdivididos os seguintes esquadrões:
- 121 (POKER, do  Asa 12)
- 122 (TÊNIS, do  Asa 12)
- 431 Do 43 Grupo
- 432 Do 43 Grupo
- 451 Do 45 Grupo
- 471 Do 47 Grupo
- 472 Do 47 Grupo
- 541 do Claex